# Gegant (folklore)

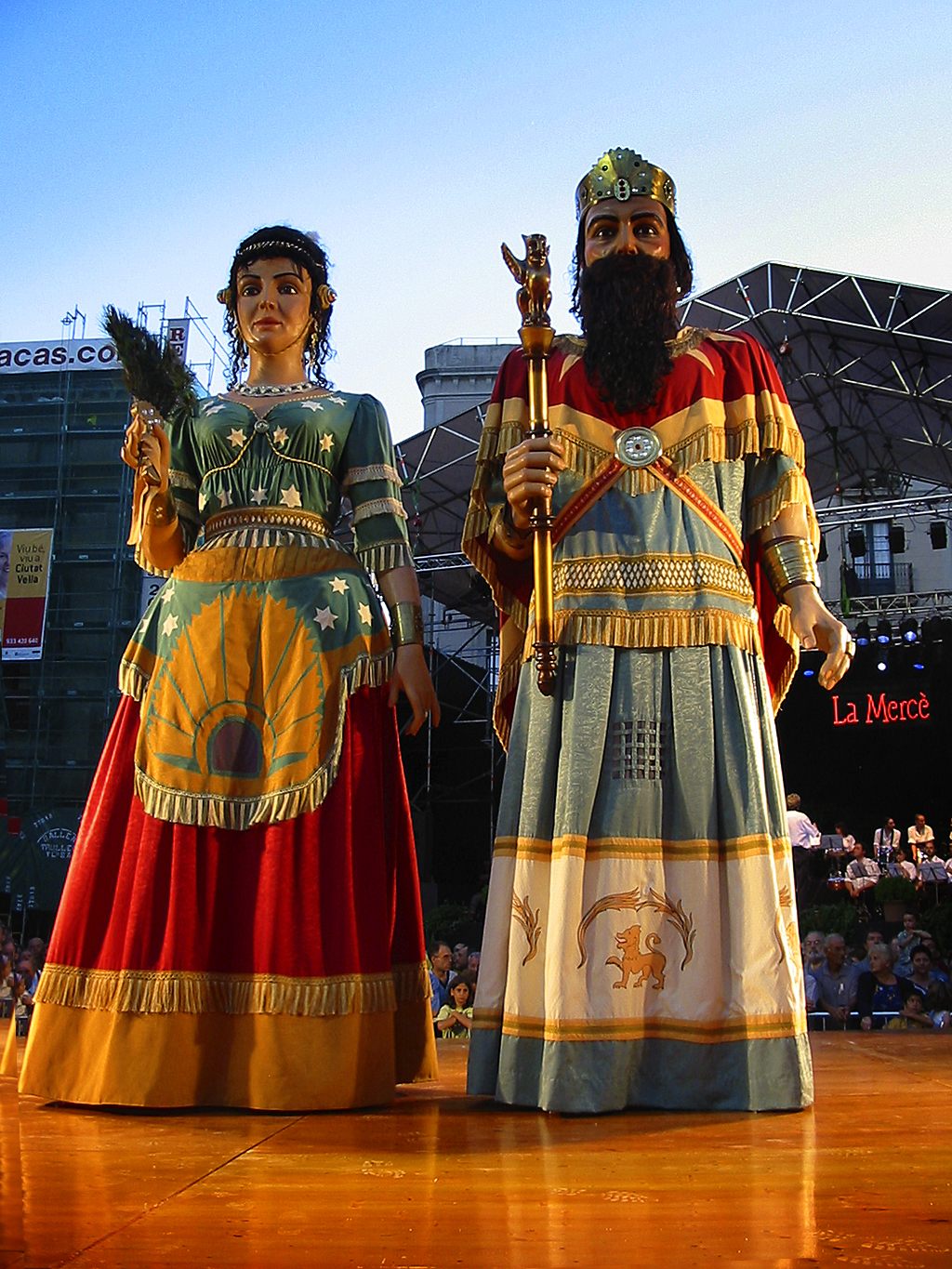
La parella de gegants de la Basílica de Santa Maria del Mar a Barcelona durant el Toc d’Inici de les Festes de la Mercè del 2003

Els gegants són figures d'imatgeria festiva de grans dimensions que representen majoritàriament reis, nobles o personatges amb indumentària tradicional. Al costat dels capgrossos, són un element molt destacat de les festes majors de molts pobles dels Països Catalans, en les quals sovint representen els antics benefactors de la localitat. Les desfilades de gegants i capgrossos se solen organitzar en comparses, formades per colles geganteres. Tot i ser uns elements populars, es pot determinar que l'estructura actual d'aquestes comparses va sorgir del Seguici Popular del Corpus Christi.
Els gegants són molt populars als Països Catalans i al País Basc, on s'anomenen Erraldoiak (al costat dels capgrossos, anomenats en basc Buruhandiak i Kilikiak). També n'hi ha tradició a l'Aragó, a Santander (on van ser introduïts al tombant del segle xviii i se'ls coneix com a Gigantillas) i a Castella, on són coneguts sobretot com a Gigantones. Hi ha altres països europeus on els gegants tenen també una llarga tradició, especialment Portugal (a la zona de Braga i Viana do Castelo), Itàlia (on són populars a Calàbria i Sicília), el nord de França i Bèlgica (amb més de 2.500 gegants repartits arreu del territori).
Els gegants tenen una alçada desproporcionada, creant un efecte de noblesa, mentre que als capgrossos, de menor alçada, es destaca la proporció del cap, obtenint un efecte més còmic. Al País Basc existeixen també els "cavallets" (Zaldikoak), personatges meitat cavall -el cap, part de la disfressa-, meitat humà -la resta del cos. A Olot podem trobar un entremig, amb els cavallets, que són cavalls que envolten al ballarí guarnit.

## Origen
Durant la Baixa edat mitjana, en les festes cortesanes (entremesos) de diferents països de l'Europa occidental es començà a adoptar el costum d'incorporar ninots antropomorfs fets de fusta i cartró, de grans proporcions, dissenyats per amagar un home al seu interior que, subjectant-los per l'armadura o cavallet de fusta, els feia dansar al so d'una melodia. Al segle xiv, els entremesos i les seves figures foren incorporats a la processó del Corpus Christi potser per accentuar-ne el relleu.

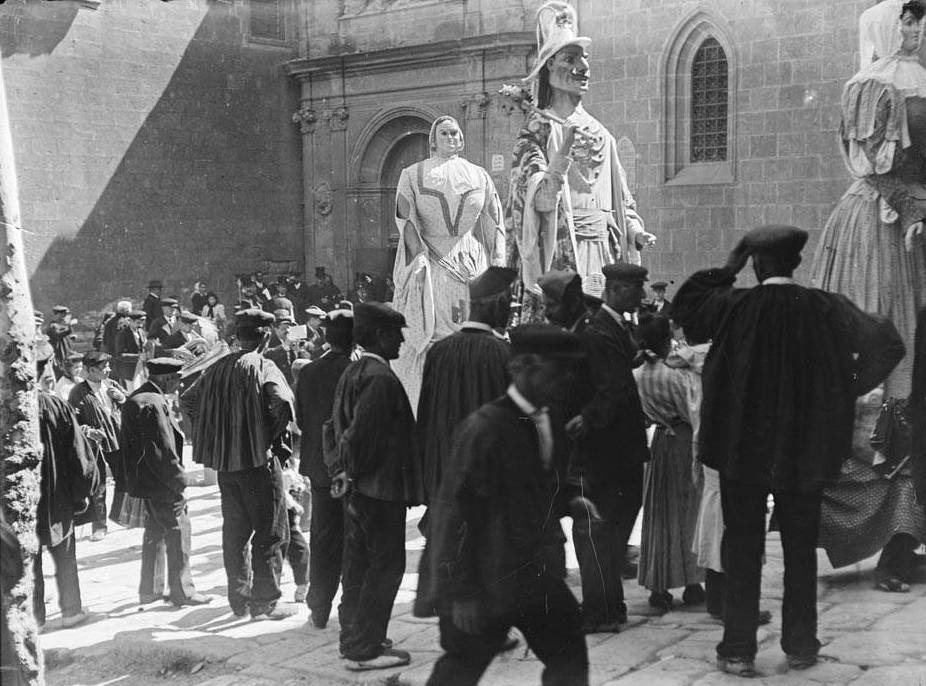
Ball de gegants a la plaça de la catedral de Solsona (1917)

Als Països Catalans la tradició apareix documentada ja el 1424, a Barcelona. Apareix al Llibre de les Solemnitats la frase «Lo rey David ab lo Giguant» i una relació dels elements municipals que van concórrer a la processó del Corpus d'aquell any (figures de David, Goliat i Sant Cristòfol), i aviat es difongué a València i a Mallorca. La figura femenina (geganta) aparegué en el segle xvi. A València, des del segle xvii, i a Catalunya, des del segle xix, s'acompanyà dels capgrossos (cabets, al País Valencià). Al segle xix la tradició transcendí la festa del Corpus i es feu present a les festes majors i de carnaval.
En el curs del segle xix, els pobles i ciutats descobreixen en els gegants una expressió d'identitat local. Tanmateix, és a partir del primer «Concurs de gegants nanos i monstros típichs», organitzat per l'Ajuntament de Barcelona l'any 1902, quan els redescobreixen amb una força capaç d'actuar de símbol fora dels seus termes territorials. Entrat el segle xx, molts dels gegants que havien sobreviscut a la guerra civil van reconvertir la personalitat en la dels reis Catòlics. La represa del Corpus des de l'òptica del nacionalcatolicisme va dur a la creació de nous gegants per a participar en les processons parroquials sota aspecte de reis, fàcilment identificables amb Isabel i Ferran.
Amb l'arribada de la democràcia, moltes poblacions retroben en els gegants els elements d'identitat local i festiva. Es recuperen les figures oblidades i el carrer reconquereix la dimensió festiva. Aquest darrer retrobament amb els gegants marca la diferència de la nova època del món geganter: esdevé un fenomen associatiu important, n'apareixen nous constructors, es recuperen figures oblidades i se'n creen en poblacions sense cap tradició anterior. D'una altra banda, les colles es consoliden com a associacions legalment constituïdes que en molts casos actuen de veritables dinamitzadors de la vida associativa i cultural de pobles i ciutats. El 1984 es creà l'Agrupació de Colles de Geganters de Catalunya, que des de l'any següent designa anualment una Ciutat Gegantera de Catalunya i des de l'any 2000 organitza la Trobada Nacional de Capgrossos de Catalunya.
Entre els constructors de gegants més reconeguts destaca Manel Casserres i Boix, que treballà a cavall del vell i del nou període que ha viscut la festa durant el segle xx.

## 600 anys de gegants a Catalunya

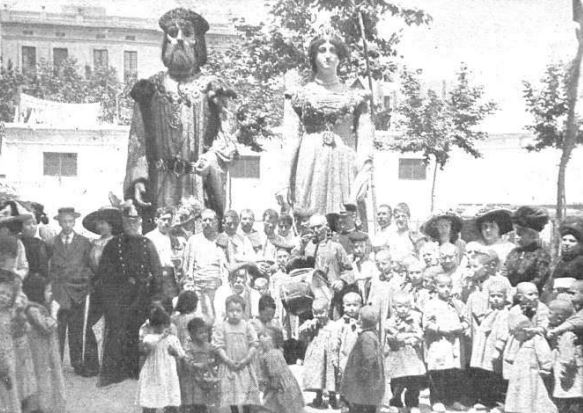
Gegants de la Ciutat al 1910

L'any 2024 els gegants de la ciutat de Barcelona (els més antics del món) van fer 600 anys. La celebració va començar a principis de les Festes de Santa Eulàlia del 2023 amb la presentació del llibre Barcelona Gegantera, i els vestits modernistes de 1999 dels gegants de la Ciutat, en Jaume I i la Violant d'hongria, que són els que van lluir durant tot l'any.
La celebració va continuar amb diversos actes i exposicions, fins que al gener del 2024 els gegants de la Ciutat van anar a rebre els Reis d'Orient, com es feia antigament, i van recuperar els vestits olimpics del 1992.

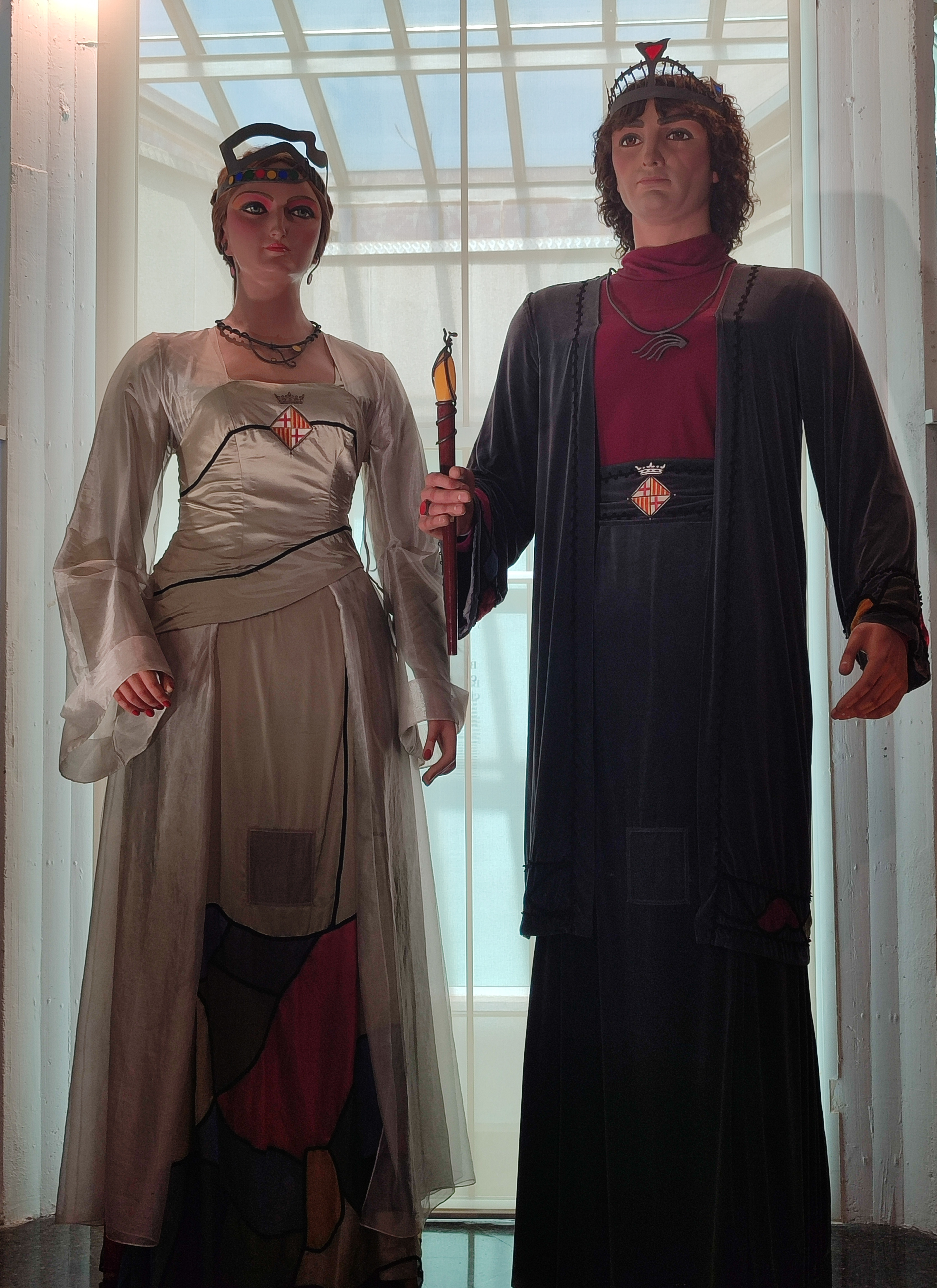
Gegants de Barcelona del 1999, dissenyats per Iolanda Saura, al Museu Etnològic.

El 28 d'abril l'Agrupació de Colles Geganteres de Catalunya i la colla dels Gegants de la Ciutat de Barcelona van organitzar la Trobada Nacional de Gegants. Van assistir-hi més de 600 gegants, 230 colles vingudes de dins i fora de Catalunya, 6.000 geganters i fins a 20.000 persones.
També es va realitzar l'exposició "Barcelona ciutat gegant. 600 anys de festa i tradició" al Museu Etnològic de Montjuïc, la Trobada Internacional de Gegants dins de les festes de la Mercè, on van participar gegants d'una tretzena de colles geganteres espanyoles, europees i internacionals, la Trobada i Exposició de Gegants Centenaris i Històrics de Catalunya i les Jornades Geganteres al Palau de la Virreina.
L'acte de clausura de l'aniversari es va realitzar el dimarts 19 de novembre al Saló de Cent de l'Ajuntament de Barcelona amb els gegants de la Ciutat i la Cobla Sant Jordi - Ciutat de Barcelona.

## Tipologia gegantera

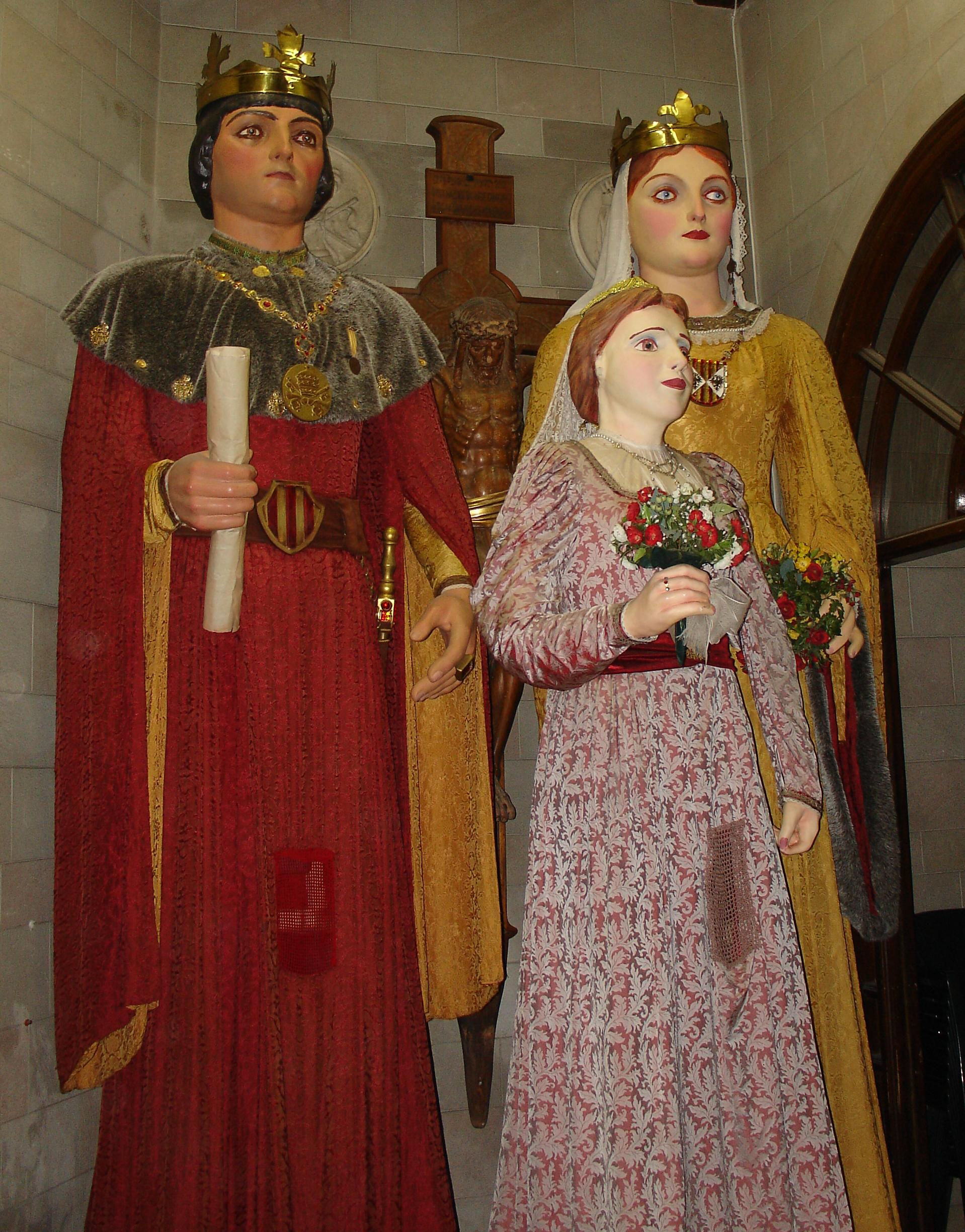
Els gegants de Sant Pere de les Puel·les (de la Ciutat Vella de Barcelona) amb la gegantona Isabel de Portugal, de la mateixa colla. Noteu la diferència d'alçada entre els gegants i la gegantona.

La terminologia actualment en ús que fa referència al món geganter fou acordada al II Congrés de Cultura Popular i Tradicional Catalana (1995-1996):
- El gegant tradicional és una "figura vertical de característiques humanes, de mesures considerablement superiors a les d'un individu de dimensions normals, que, conduïda des de l'interior per una persona, participa en les festes i celebracions, amb un caire festiu i alhora de símbol col·lectiu". Antigament representaven reis, nobles o guerrers.
- El gegantet és un gegant no gaire més alt que un ésser humà adult dissenyat per ser portat pels infants, en relació amb l'alçada dels quals sí que constitueix un autèntic gegant.
- El gegantó és un gegant més alt que l'ésser humà però manifestament més baix que els gegants tradicionals, per diferenciar-lo dels quals rep el seu nom. Tot i la seva característica, és portat per individus adults. Els gegantons comparteixen un origen comú amb els gegants. De fet, en són una evolució. No se'n sap amb precisió la causa de l'origen. Hi ha qui sosté que van néixer per poder participar en saraus palatins i en més llocs a cobert, on la presència dels gegants hauria estat impossible. Definir amb exactitud què és un gegantó no és pas fàcil. Hi intervenen moltes variables, algunes de molt subjectives. Per això ens remetem a la definició aprovada en el segon congrés de Cultura Popular i Tradicional Catalana, que diu que el gegantó és un gegant de dimensions superiors a la figura humana, però marcadament més reduïdes que les de la mitjana dels gegants. Sigui com sigui, és conduït per persones d'alçada adulta. Malgrat ser un gegant, serà anomenat gegantó només quan es faci en relació amb altres gegants.[12]
- El gegant de motxilla és un gegant sense armadura o cavallet de fusta al seu interior, que el geganter es carrega sobre el cos com si fos una motxilla.
- El gegant manotes és un gegant que no té els braços sòlids sinó de roba i separats del cos i amb els quals, quan la figura roda, reparteix mastegots a la gent desprevinguda del voltant.

## Gegants als Països Catalans

### A Catalunya
Alguns gegants de localitats de Catalunya:
- Arbúcies - La colla gegantera d'Arbúcies va iniciar la seva activitat l'1 de juny de 1972 durant les Enramades d'Arbúcies. Els dos gegants són un pagès i una pagesa, batejats com a Quirze i Julita en honor dels sants patrons del poble. Deu anys després, els Gegants van tenir una "filla" anomenada Carboneta. L'entitat promou i divulga la tradició gegantera, i participa en les diferents festes de la vila així com en nombroses trobades a altres poblacions.[13]
- Arenys de Mar - La relació de la gaia vil·la amb els gegants es remunta a l'any 1850 quan s'estrenà un gegant que representava un procònsol romà amb birret i una geganta a la qual se li canviava el vestit cada any. Amb el cap i les mans fetes de fang, al llarg dels anys caigueren en desús i es van fer malbé. A partir d'aleshores es llogaven gegants per acompanyar les processons i no fou fins a l'any 1955 quan s'encarregà al mestre Domènec Umbert la creació d'una parella de gegants. En Tallaferro i la Flor d'Alba representen dos reis catalans, els seus noms van ser extrets del poema de Jacint Verdaguer "Canigó" (tot i que es va canviar el nom de Flor de Neu per Flor d'Alba, perquè en aquesta població costanera rarament s'hi ha vist neu). A mitjans dels anys 80 es construí la segona parella de gegants (Roc i Maria) que representen els nuvis de la Dansa d'Arenys. Durant els anys 90 és quan es constitueix com a entitat la Colla Gegantera d'Arenys de Mar i creix l'activitat sobretot viatjant fora de les terres catalanes (Maó, Brussel·les, Budapest…). També es crea la tercera parella de gegants, donació de la Confraria de Sant Elm i l'Esplai de la Gent Gran: l'Elm i la Carmeta, que representen un pescador i una peixatera, dos oficis molt lligats a la vila. La Colla també disposa de tres gegantets per a la mainada (Xavier, Laia i Zenón), 8 capgrossos i un drac (l'Arenyot) tot i que històricament n'ha tingut dos més que es van perdre a la guerra. El 2011 es va organitzar la FlashMob XXL on s'ajuntaren un centenar de gegants sota una mateixa coreografia.[14]
- Barcelona - Els històrics gegants de la Ciutat de Barcelona (coneguts des del 1424) representen Jaume I el Conqueridor i Violant d'Hongria, si bé durant la dictadura franquista els seus noms foren canviats per Ferran i Isabel (en al·lusió als Reis Catòlics). Les figures actuals (de l'any 1992) van ser canviades de vestits el 2006. Tenen un ball propi que només es balla en ocasions excepcionals i sempre davant d'autoritats. Aquests gegants, a més de ser propietat de la Casa Consistorial de Barcelona, són propietat de tots els infants de la Ciutat Comtal i són portats per la Coordinadora de Geganters de Barcelona. A Barcelona s'hi compten més de 300 gegants i gegantons de parròquies, barris, escoles, esplais o particulars. D'entre els més antics, també hi ha els de la Casa de Caritat (que són dues parelles, els anomenats Gegants Vells o del Carnestoltes i els Nous o del Corpus), que daten de 1859 i 1919 respectivament. Destaquen també els cèlebres Gegants del Pi, ja documentats l'any 1601 durant les festes per la canonització de Ramon de Penyafort, o els gegantons del Pi, coneguts des de fa segles. Entre els més vells també s'hi troben els gegants de la Plaça Nova, els de Santa Maria del Mar o els de Sant Jaume Apòstol. La Festa Major de Barcelona (24 de setembre) és l'ocasió principal per a la seva actuació i també per a la cavalcada de colles culturals de tot Catalunya a la ciutat comtal.[cal citació]
- Badalona - La colla de geganters de Badalona neix l'any 1986, però, com i per què va néixer la colla? L'any 1986 s'havia fet una trobada de gegants a Badalona, just un any després de la recuperació dels gegants centenaris, l'Anastasi i na Maria. Els geganters de Terrassa, juntament amb gent d'altres entitats culturals de Badalona havien estat els encarregats de preparar l'acte i de portar els quatre gegants de la ciutat. Quan va ser l'hora de dinar, l'Anastasi i na Maria havien estat desats en un magatzem on actualment hi trobem la plaça de Pompeu Fabra (Can Fradera) i, malauradament, es produí un fet insòlit i desastrós: havien vingut corrents al menjador avisant que els gegants s'estaven cremant! Ràpidament, els 16 badalonins que havien anat a donar-hi un cop de mà es van mirar, s'aixecaren ràpidament i corregueren fins al magatzem on els gegants havien patit l'incendi. Fou llavors quan pensaren que això no es podia tornar a repetir i aquest fou el desencadenant de la formació de la Colla de Geganters de Badalona. A Badalona hi ha 10 gegants: l'Anastasi i la Maria, el Jeroni i la Badamar, el Ferrer de Gualbes i l'Elionor de Sant Climent, en Ripal i la Brunel·la del Mar, la Dimonieta i el Follet.[cal citació]

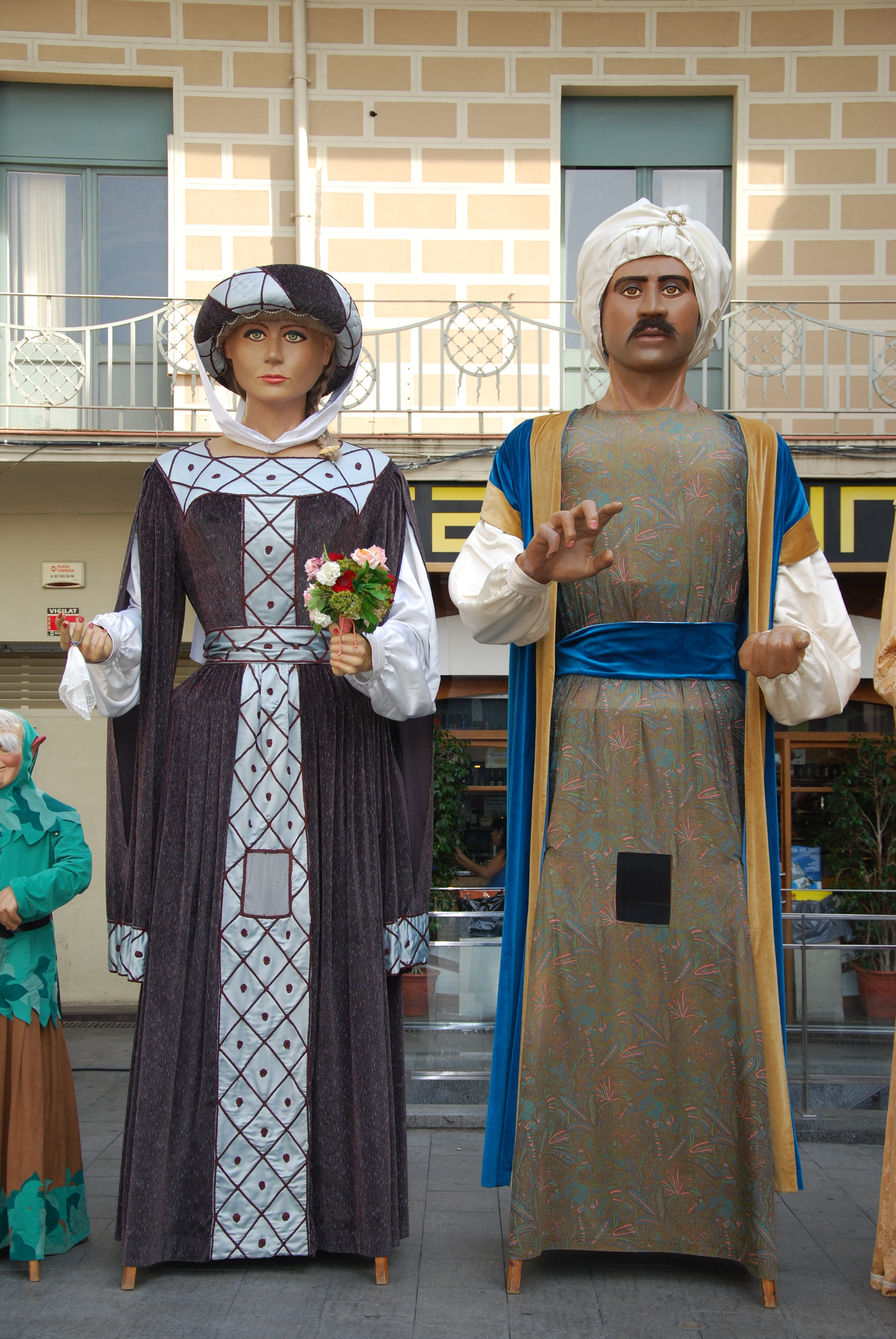
En Ripal i na Brunel·la del Mar, gegants moros de Badalona

- Barberà del Vallès - Hi ha Josep Garveran de Pinós i l'Agustina d'Urríes des del 2007, volen representar els primers marquesos de Barberà. Varen ser construïts en el taller Ventura & Hosta, de Navata.
- Bellvís - A Bellvís hi ha dues parelles de gegants, en Pere de Bellvís i Ermessenda de Montcada i representen dos nobles de la vila. En Tonet i la Sileta són uns gegantons manotes que representen dos pagesos del poble. Van ser estrenats els anys 1994 i 1995, respectivament, i Manel Casserres en va ser l'escultor.[cal citació]
- Besalú - A Besalú, la Garrotxa, tenen una parella de gegants des del 1999, la Constança i en Bernat Tallaferro. Foren construïts al taller Ventura & Hosta de Navata.[cal citació]
- Bescanó - Per iniciativa de l'Ajuntament de la vila, el taller Ventura & Hosta va confeccionar una parella de gegants i mitja dotzena de capgrossos per amenitzar les festes. Llorenç és el nom del gegant, en record del patró de la vila, i Miquela és el de la geganta, nom de la muntanya al peu de la qual s'aixecà Bescanó.[15]
- Cabrils - Els gegants de Cabrils porten els noms d'Esteve i Eulàlia, fan 3,5 metres d'alçada i van ser estrenats el maig de 2004.[16]
- Canovelles - Els Gegants de Canovelles van ser estrenats el 1991, i representen els antics comtes de Magarolas, els seus noms són Carles i Cisqueta, també hi ha la Vicenteta, filla dels anteriors, la qual va ser estrenada l'any 1999.[cal citació]
- Cardona - A Cardona trobem dues parelles de gegants centenaris i una parella de nans de les més antigues de Catalunya, a més a més de multitud de figures construïdes durant la segona meitat del s.XX.[cal citació]
- Cassà de la Selva - Els Gegants de Cassà de la Selva representen una parella de faraons egipcis, l'Aldric i la Isaura, que van construir-se amb l'aportació econòmica popular. S'estrenaren el 23 de maig del 1959 durant la festa major. Se´ls va vestir amb túniques de Damasc i capes de tela de llana, abillament perfectament documentat. L'any 1997 es va fer una rèplica dels Gegants en la que van baixar de pes. L'any 2008 varen crear la Gegantona Issis, que representaria la filla de l'Aldric i l'Isaura.[cal citació]
- Castellterçol - Estrenats el 1954, la Griselda i en Tallaferro van ser creats per Alexandre Cirici i Pellicer i Julià Riu i Serra. D'inspiració romànica, s'acompanyen de sis nans grotescosː l'Enamorat i el Colèric; el Poeta i el Concupiscent; el Savi i el Sofista.[cal citació]
- Cervera - A Cervera es troben les primeres referències en el Llibre de Claveria del 1450, en el qual s'hi poden observar unes notes referents als comptes i pagaments executats, pels quals es descobreix la presència d'uns gegants elaborats en paper i cartró amb motiu de la diada del Corpus d'aquella primavera. Un pagament que es va fer a Berenguer Mir, botiguer, cinc sous que se li deuen en paper que es comprà als jocs del dia de Corpus pels gegants que feren a Sant Antoni. Joan Amades en el llibre Gegants, nans i altres entremesos recull que Cervera tenia 4 parelles de gegants: 3 parelles de gegants moros de la parròquia de Santa Maria i una parella de l'església de Sant Agustí amb la particularitat que podien moure ulls i boca, mecanismes accionats pels mateixos geganters. El 1894 es produí un incendi en un magatzem municipal on es cremaren uns gegants, uns nans i una àliga i només se'n va poder aprofitar un dels gegants moros. Per unes festes celebrades l'any 1901 s'estrenaren un nous gegants i nans arribats de Barcelona que acompanyaren el malmès gegant moro. Aquests van perdurar fins a l'any 1936 quan foren cremats a l'antic camp de futbol. L'any 1948 es va constituir la comissió Pro-gegants, la qual comprà una nova parella, diversos capgrossos i dos cavallets al taller “El Ingenio” de Barcelona. Durant la transició i després d'anys de no sortir, l'Assemblea de Joves de Cervera recuperà els elements i posà els noms als gegants: Guillem i Almodis. Seguidament es va crear el Grup de Geganters que en serien els portadors. Amb la intenció de tenir uns gegants propis el Grup de Geganters creà dos nous gegants que representaven la vida en temps de la Universitat (segle xviii): la tavernera Nasa Tabaco i l'estudiant Roger de Fonollar. L'any 1997 es van cedir al Grup de Geganters uns gegants manotes de l'Aquelarre anomenats Gegants Fantasmes. L'any 2007 es van incorporar el gegantons: Joan de Balaguer, personatge que va robar l'estella de la santa creu, i la gegantona Magdalena de Montclar, bruixa que fou cremada a Cervera.[cal citació]
- El Masnou - Els gegants de El Masnou són el Pere el Drapaire i l'Eulàlia Tallacolls, construïts al taller El Ingenio de Barcelona. La primera notícia que es té dels gegants data de l'any 1939. La veu popular diu que els Gegants varen ésser regalats a la vila del Masnou per un drapaire, d'aquí el sobrenom del gegant. El nom de Pere se li donà en ser el nom del patró de la Vila. La tradició diu també, que el sobrenom de la geganta prové de la dona del drapaire que regalà els gegants a la vila. Ella era modista especialitzada en tallar colls de punta, per això l'anomenaven "tallacolls". El nom és el de la patrona del poble, Eulàlia. Durant un període curt de temps a finals dels anys 70, a falta de portadors de gegants, malauradament, les dues figures van quedar guardades a Can Malet. Va ser el 1982 que la nova colla, que avui encara existeix, els va recuperar i els va restaurar del mal estat en el que havien quedat. Així mateix, a 2/4 de 6 del dia 28 de maig d’aquell any, tingué lloc la cerimònia de bateig dels Gegants als jardins de Can Malet, essent padrins els gegants d’Alella i Teià, dels quals els Gegants del Masnou també en són padrins. El 1998, per tal de conservar aquestes figures en bon estat, es van estrenar unes rèpliques, que són les que avui en dia surten normalment a ballar tant pel Masnou com per la resta de Catalunya.
- La Cellera de Ter - Els gegants de la Cellera de Ter han complert els seus 25 anys el 2015. Tenen el nom de Merlac, que és el del primer habitant del qual es té constància al municipi, i la Sales, que té aquest nom provinent de la Mare de Déu de Sales. Recentment s'hi ha afegit la gegantessa, que representa una de les bruixetes de Puigdafrou, la Violeta. Han estat construïts pel taller Ventura & Hosta de Navata.[cal citació]
- L'Escala - El gegants de l'Escala són en Peret i la Maximeta i representen dos mariners de la vila portant el nom dels dos patrons de la vila: Sant Pere i Sta. Màxima.
- Lleida - La tradició dels Gegants de Lleida està documentada des del segle xviii. Actualment hi ha dotze gegants, propietat de la Paeria: Els gegants Marc Antoni i Cleòpatra (1840) són dels gegants originals més antics de Catalunya. Van ser construïts per Ramon Corcelles, autor del desaparegut retaule major de la Seu Nova, amb motiu de la visita a la Ciutat de la Reina Isabel II i la Reina regent Maria Cristina. Els gegants Xinesos van ser construïts l'any 1946 a l'obrador El Ingenio per Lambert Escaler, en recordança dels antics Gegants Xinets de la Santa Infància (Ramon Borràs, 1896). Els gegants Rei Jaume I el Conqueridor (1949), Reina Donya Lionor (1950), el Rei Moro (1951), Donya Violant (1951) i Donya Zobeida (1952) van ser un obsequi a la ciutat per part dels governadors civils Josep Carrera i Josep Pagès, i realitzats igualment per Lambert Escaler. També d'El Ingenio són l'Infant Berenguer (Escaler, 1956) i els més moderns Faraó i Faraona (1995, reproducció dels de 1905), realitzats per Agustí Serrano i Víctor Echarri a partir de motlles originals de Lluís Sabadell.[cal citació]
- Molins de Rei - A Molins de Rei hi ha dues parelles de gegants, els Gegants Vells, Miquel i Montserrat, datats de 1913, obra de la Casa Escaler, i els Gegants Nous, Bernat i Candelera, datats de 1988, obra del Taller Sarandaca. Ambdues parelles representen un bon hereu i una rica pubilla. Els Gegants Vells tan sols surten per la Festa Major de Sant Miquel, mentre que els Gegants Nous són els encarregats de fer d'ambaixadors fora vila. Molins també té els gegantons Robert i Mariona (1987), el gegantó Molinenc (1994) i El Gall (2002).[cal citació]
- Mataró - La Família Robafaves està formada per en Robafaves, el cap de família; la seva dona, la Geganta; la seva filla, la Toneta i el marit d'aquesta, en Maneló, a més de tota una cort de nans que sempre els acompanyen ballant alegrement i que contrasten amb la solemnitat dels gegants. El gegant més alt, en Robafaves, fa 4,25 metres d'alçada, i és un dels gegants més alts de Catalunya. En un text de 1741 ja s'esmenta l'existència de tres gegants. La família actual, formada per en Robafaves, la Geganta i la Toneta, apareix per primera vegada, oficialment, per la festa de Les Santes de l'any 1853 i representa una família de la noblesa medieval (diem que els gegants són d'aquest any, tot i que se sospita que s'han vist un o dos anys enrere, però no hi ha cap document fiable que ho certifiqui). Al juliol de l'any 1893 hi ha l'esperada renovació dels gegants; aquesta vegada, no només es canvien els vestits, sinó que es fa una recomposició de les estructures, així com una profunda reforma dels caps i de les mans a càrrec de l'artista mataroní Josep Vinardell.[cal citació] El disseny dels vestits és de l'arquitecte Josep Puig i Cadafalch i l'execució final la porta a terme la modista Pelegrina Malatesta, de Barcelona.[17]
- Monistrol de Montserrat - A Monistrol de Montserrat hi ha els típics gegants de viserta anomenats així perquè són propietat dels veïns del carrer Julià Fuchs (antigament anomenat Viserta o del Sac) aquest veïnat compta amb la propietat dels 3 gegants tradicionals d'aquest carrer en Ramir i na Constança (fets a l'Ingenio de Barcelona l'any 1914) i na Diana (feta a l'Ingenio l'any 1952) actualment també disposen d'un gegant anomenat Quim que representa un senyor que va lluitar molt a favor de la conservació de les festes del carrer Viserta i tres gegantons, en Cisco "el Bisco", en Tinet i en Tinot. Com a curiositat cal dir que els gegants avui en dia encara són propietat dels veïns del carrer Julià Fuchs i que encara dansen en les seves festes anuals del carrer que es fan el segon cap de setmana de Juliol. Actualment els gegants són portats pels geganters de Viserta de Monistrol de Montserrat i els fan dansar en diferents localitats catalanes.[cal citació]
- Ordal - Els gegants d'Ordal són una parella de pubills, construïts a l'Ingenio a Barcelona el 1966. Van ser els cinquens en aparèixer a l'Alt Penedès per darrere dels de Vilafranca, Sant Quintí de Mediona, Sant Sadurní d'Anoia i Els Monjos. Durant molts anys van participar en les festes de la Mercè a Barcelona eren uns gegants aclamats i admirats per tothom, ja que al 1966 hi havien pocs gegants i els que hi havien eren molt apreciats. Les festes que li són pròpies és la festa major d'Ordal que se celebra el primer cap de setmana d'agost. El gegant es diu Jordi i ella Montserrat, ell a la mà dreta porta un pergamí i ella a la mà dreta un ram de espigues i roselles en representació de l'amor i el treball que surt de la terra, hi ha la ma esquerra un mocador fet amb ganxet.[cal citació]

- Olot - Els Gegants d'Olot són de les parelles més importants i reeixides. Se'n tenen les primeres informacions al segle xv. Actualment, els caps del gegant i de la gegantessa estan fets per Miquel Blay i Celestí Devesa, respectivament. Surten acompanyats del Cap de Lligamosques, dels cabeçuts i cavallets o cavallins. L'any 1995 l'ajuntament d'Olot va aprovar en ple que els Gegants només poguessin sortir per les seves festes, Corpus i les Festes del Tura, i que no sortissin de la ciutat per així preservar el seu carisma. Només varen sortir de la ciutat l'any 1902, per participar en el Concurs de Gegants, nans i monstres típics celebrat per les festes de la Mercè, i van ser guardonats amb la medalla d'or, i el cap de lligamosques va ser distingit amb el gran diploma d'honor. Els gegants de l'Art Cristià, uns gegants petits rèplica dels d'Olot, van ser guardonats amb la medalla de plata. A part d'aquests gegants a tots els barris de la ciutat i moltes entitats disposen de Gegants i Faràndula, cosa que converteix Olot en una de les ciutats amb més Faràndula.[cal citació]
- Palamós - Els gegants de Palamós representen el rei Pere II de Catalunya, anomenat el Gran, fundador de la vila, i la seva muller, Constança de Sicília. El document més antic que se’n té és una fotografia feta l'any 1887, en la inauguració del Tren Petit a l'estació de Palamós. Aquests gegants foren adquirits a Barcelona i llur import fou recollit per subscripció pública. El 1951 s'estrenaren uns nous gegants, que, pel Corpus del 1974, varen ser substituïts pels actuals.[cal citació]
- Reus - Els Gegants de Reus estan documentats des del 1621. Actualment hi ha cinc parelles de gegants, El Vitxet i la Vitxeta, els japonesos, els negres, els moros i els indis, i són portats per la Colla Gegantera. Surten per Corpus, per la Festa Major de sant Pere el 28 i 29 de juny i per les festes de la Mare de Déu de la Misericòrdia, el 25 de setembre.[18]
- Ripoll - Els gegants de Ripoll representen Guifré el Pilós (fundador del Monestir de Santa Maria de Ripoll) i a la seva esposa Guinedell. Van ser construïts a Casa Paquita l'any 1945. L'any 2007 es va presentar la restauració i els nous vestits dels gegants. També cal dir que aquests gegants també tenen la seva pròpia cançó. L'any 2015 van celebrar els 70 anys i van ser restauratsː el 2017 es va estrenar una rèplica d'aquests gegants, uns gegants nous.[cal citació]
- Sant Llorenç Savall- Els Gegants de Sant Llorenç Savall.[19] Aquesta colla té un total de 7 gegants, dels quals dos són unes rèpliques, també compten amb una gran quantitat de capgrossos i un drac. Les noves rèpliques són de les més altes de Catalunya, amb un total de 4,25 m d'alçada i han aconseguit que pesin menys que els originals, d'uns 90 kg. Gegants: Capablanca (rèplica), Genoveva (rèplica), Guida de Savall, Joan Muntada, Nena del set, el drac, el Carnestoltes (capgròs) i la resta de capgrossos.[20] L'entitat ha estat fundada ja dues vegades, i es manté gràcies a uns joves llorençans que van voler mantenir la tradició.[21]
- Ripollet - La Colla Gegantera de Ripollet[22] es va constituir l'any 1989 dins de la CRAC. L'entitat és propietària de les tres parelles de Gegants. L'any 1990 es varen presentar a Ripollet la primera parella de gegants, en Pere de Ripollet[23] -que representa un jutge del segle XII- i n'Elisenda -que representa la reina de Montcada-, nascuts a Solsona de la mà de Manuel Casserres.
- Sant Pere de Ribes - Al poble garrafenc, actualment, hi ha dues aprelles de gegants. La primera fou estrenada l'any 1952, i s'anomenen Pere i Paula (en honor als dos sants; Sant Pere i Sant Pau). La segona parella, l'Andreu i la Marina, s'estrenaran l'any 1999 i representen el senyor de Miralpeix i la seva esposa.
- Sant Pere de Vilamajor - Els gegants de Sant Pere de Vilamajor s'anomenen Alfons i Loreto, en honor del comte-rei Alfons el Cast II d'Aragó i I de Catalunya, que nasqué al castell de Vilamajor. La dida de l'infant, era la Loreto, filla de la masia de can Clavell. Els gegants foren batejats el 1989. El 1991 es batejà un gegantó anomenat en Quico del Montseny.[cal citació]
- Sitges - Els primers Gegants de Sitges es van estrenar l'any 1897 i foren els de la vila. Recentment, van fer 125 anys i van recuperar uns gegants amb el mateix aspecte que l'inicial. A més, la segona parella són els Americanos, que foren estrenats l'any 1962, patrocinats per la marca PepsiCola. Aquests estan basats en els sitgetans que van anar a fer fortuna a les amèriques. Finalment, l'última parella són els gegants moros, estrenats l'any 1979. Tot i així, durant el Segle XIX ja hi ha referències dels gegants moros d'en Querol.
- Tarragona - Els gegants de Tarragona estan documentats des del 1425. Són tres parelles de gegants, els gegants Moros de la Ciutat, els gegants Vells i els gegantons Negritos. La peça més antiga en exhibició actualment és de 1825 i es poden veure durant les Festes de Santa Tecla de Tarragona.
- Terrassa - La tradició gegantera a Terrassa es remunta, almenys, al 1850. Aquell any, un artista de la ciutat va saldar el seu deute amb l'Ajuntament construint una parella de gegants, en Robesa i na Pepona, avui coneguts com a Gegants Vells. El 1950, per celebrar-ne el centenari, l'artista olotí Lluís Carbonell va construir els Gegants Nous, en Ramon Borrell i n'Ermessenda (popularment, Ramonet i Estefania.). La tercera parella de gegants de Terrassa arriba al 2007, amb els Gegants Modernistes Magí i Roseta.[cal citació]
- Torroja del Priorat- L'any 1993, a raó de l'empenta del novell grup de grallers de la vila, aquesta estrenà la seva parella de gegants, anomenats Lo Ferral i na Torre-roja, ell duu el nom d'una roca molt present en el terme, i ella en al·lusió al llegendari origen del llogaret. Representen una parella de pagesos de classe popular de la primera meitat del s. XX, ell duent una “destral estreta” idònia pel treball sobre llicorella i ella amb l'escut municipal sobre les mans. Els construí Joan Miró, de la Serra d'Almos, amb ajuda del poble torrojà pel que fa a estructures i vestimentes. Actualment, amb una activitat molt puntual, comparada amb èpoques passades es resguarden a l'Església parroquial, i surten escaientment per les festes del poble.
- Tortosa[24] - Els més coneguts són quatre parelles: Rufo i Rubí representen els gegants cristians; Nabil i Zoraida són els gegants àrabs; Caxixa i Bonjhuà representen els gegants jueus i Cristòfor Despuig i Marianna Curto són els gegants creats el 1996 amb motiu de la Festa del Renaixement. Des del 27 de març de 2010 es poden visitar als porxos de la Llotja medieval. Posteriorment però la ciutat va sumar dos noves parelles de gegants: Ramon, lo barber, i Pepeta, la paisana, basats en personatges reals, de la colla Lo Golafre, i Ramon Berenguer IV i Peronella d'Aragó de la colla Jove de Dolçainers de Tortosa presentats l'any 2013.
- Vilassar de Dalt - Els gegants de Vilassar de Dalt s'anomenen Lluís i Maria, en honor de la parella que els va fer construir, l'any 1912. L'any 2000 es va construir una nova parella (Pere Màrtir i Genisa), per tal de poder conservar els antics. Des de l'any 2002 Vilassar també compta amb dos gegantons que representen la gent gran del poble.[cal citació]
- Vilafranca del Penedès - Els gegants de Vilafranca representen una parella de reis cristians de l'edat mitjana. Els documents més antics que es coneixen en què es parla dels gegants de Vilafranca són de 1601, arran de les celebracions per la canonització de Ramon de Penyafort. Els gegants són el Ferragut i l'Elisenda.[cal citació]

#### Galeria

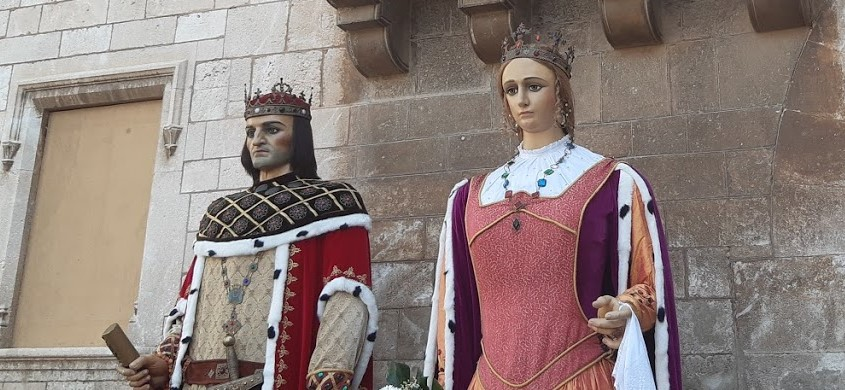
Gegants de Vilafranca del Penedès, Festa Major de Vilafranca (Sant Fèlix).
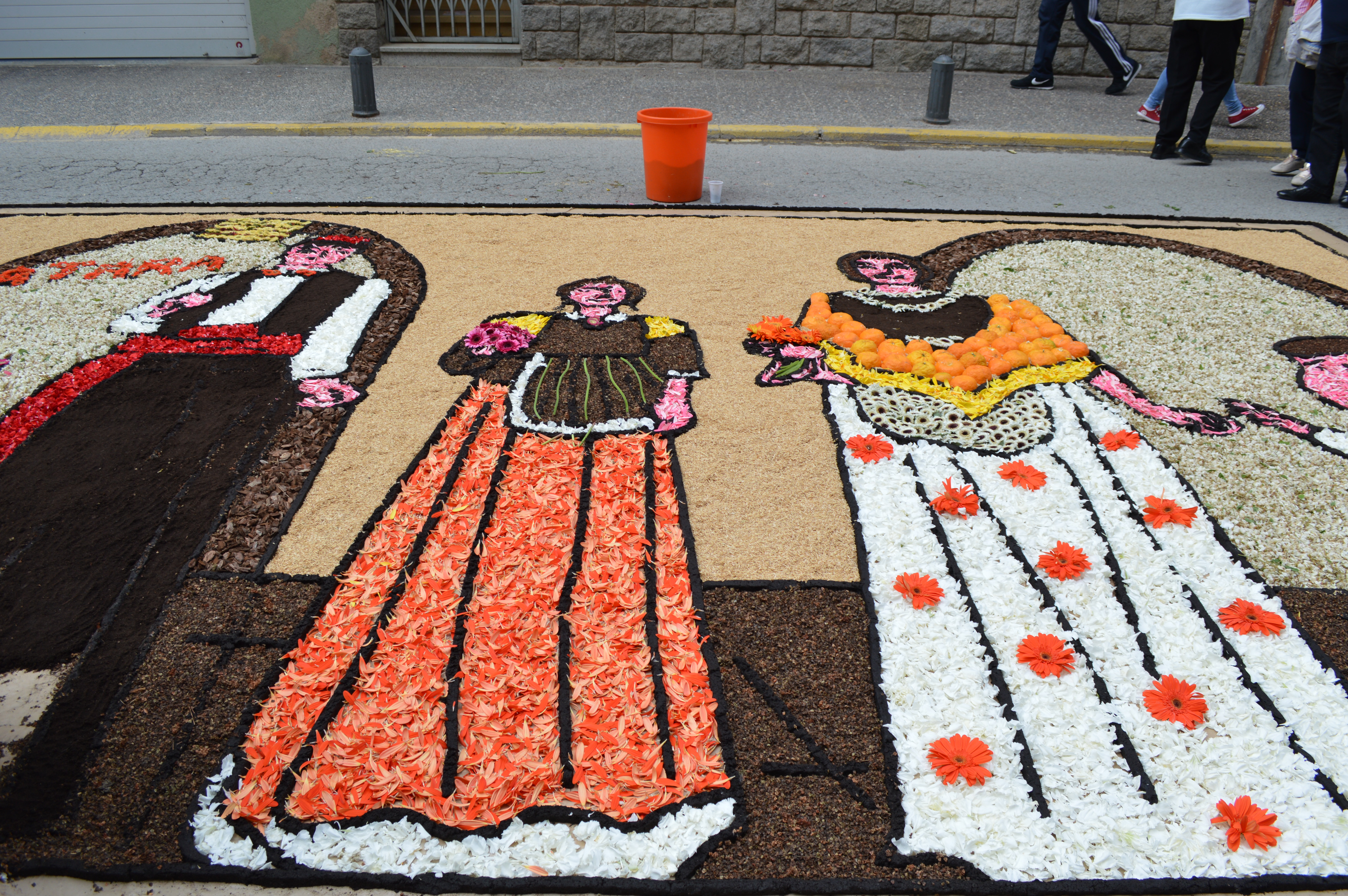
Catifa floral de les Enramades d'Arbúcies inspirada en els Gegants d'Arbúcies.
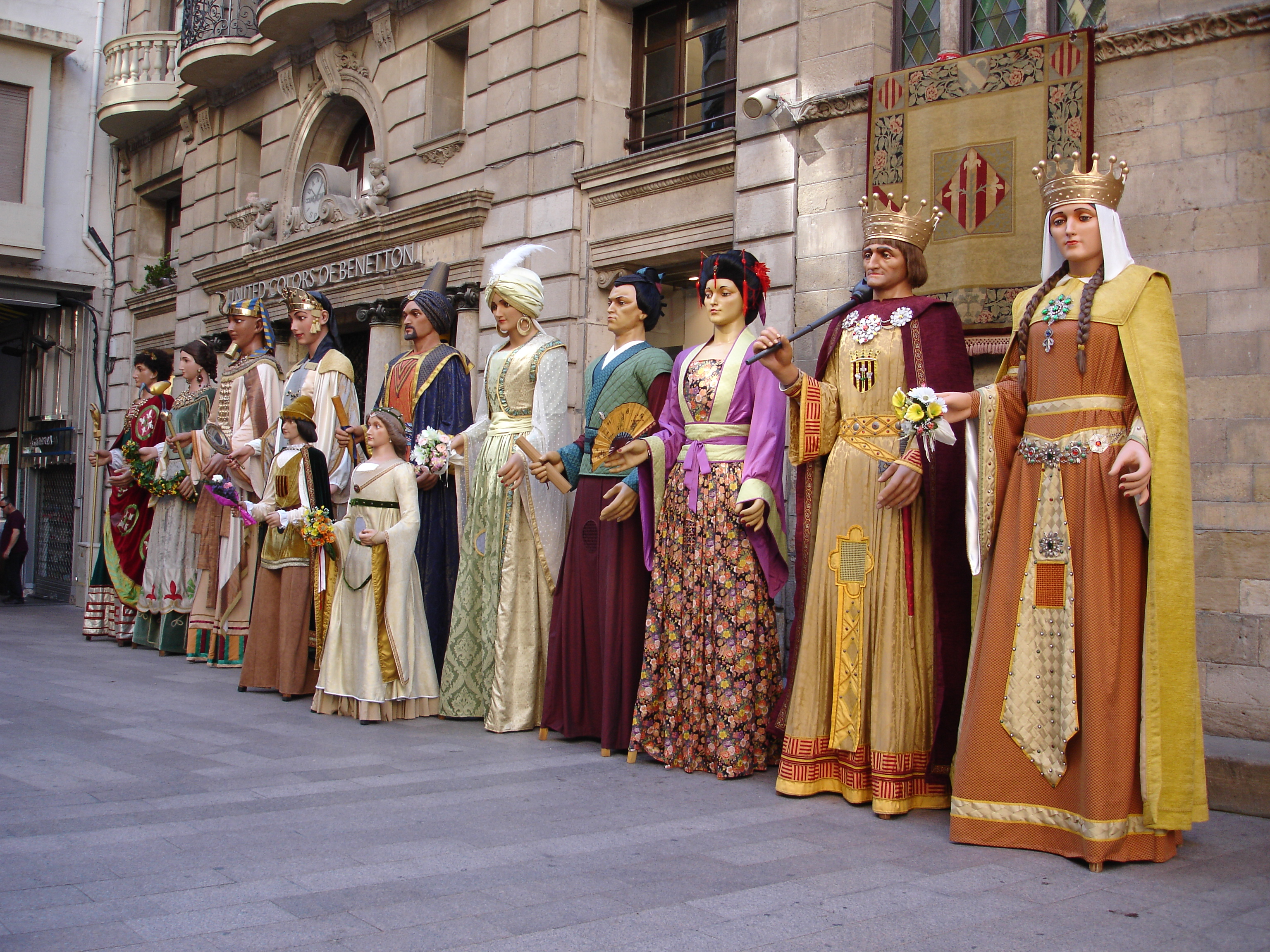
Els Gegants de Lleida davant de la Paeria.
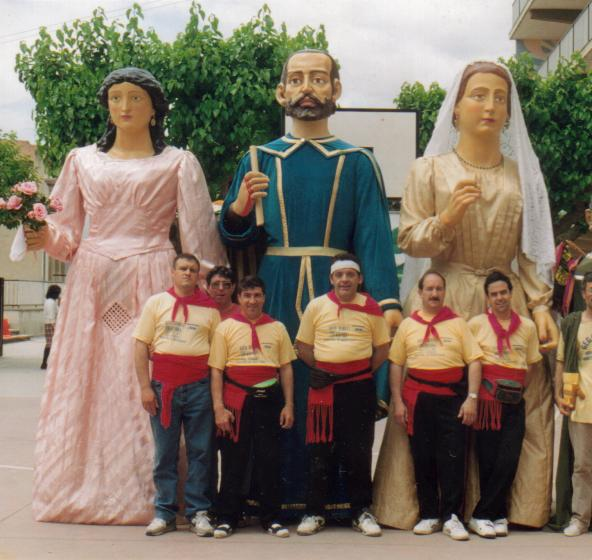
Els Gegants del carrer Viserta de Monistrol de Montserrat.
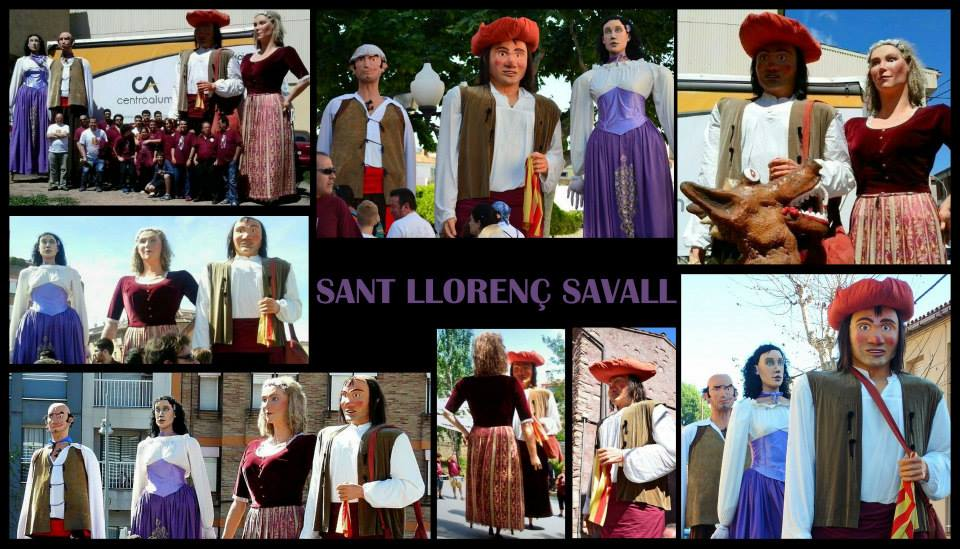
Els Gegants de Sant Llorenç Savall.
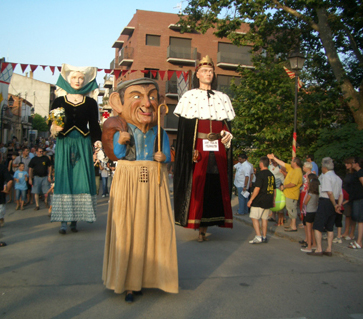
Els Gegants de Sant Pere de Vilamajor.
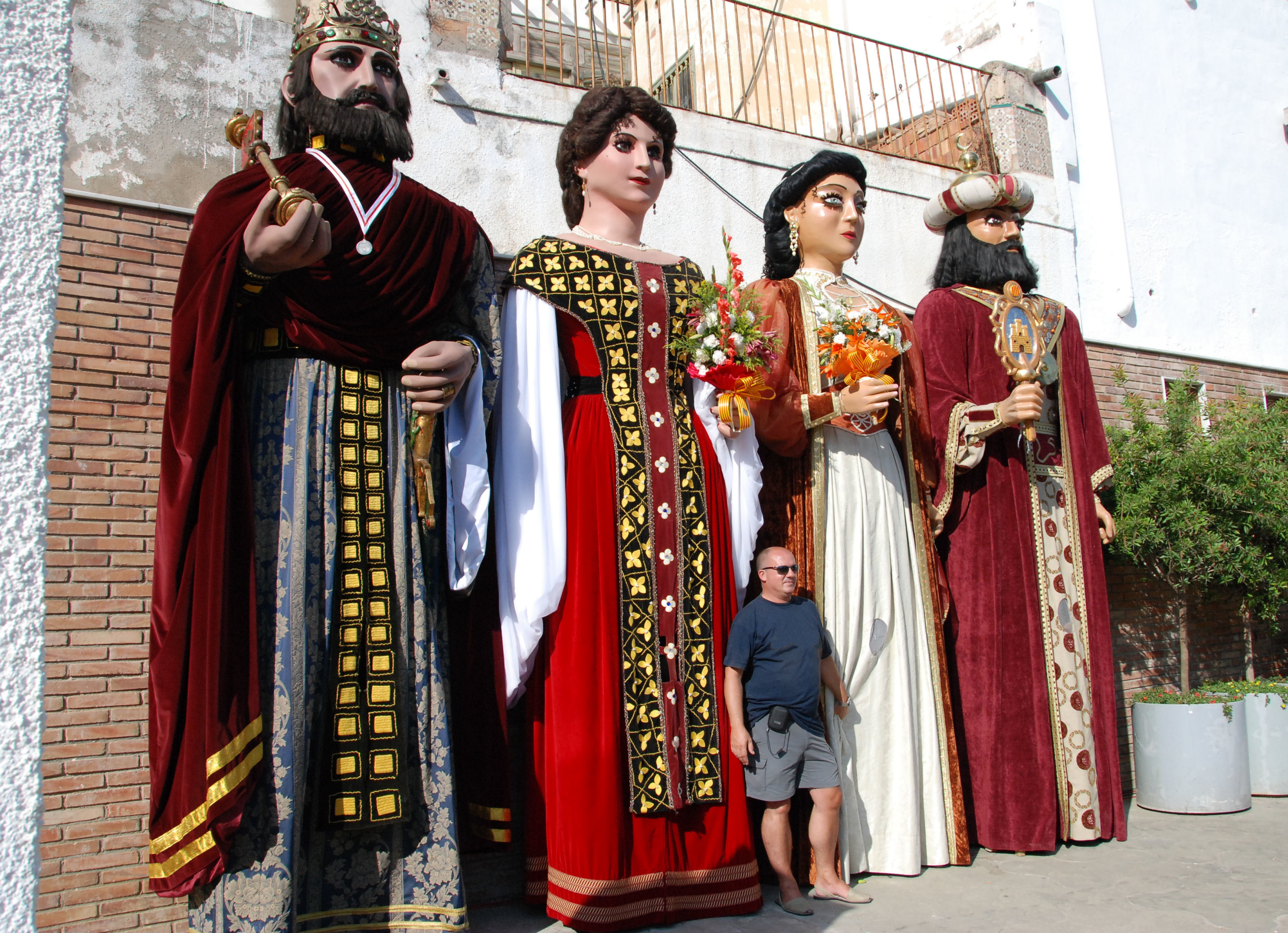
Gegants de Sitges, d'esquerra a dreta: Els de la vila i els Moros de l'ABP
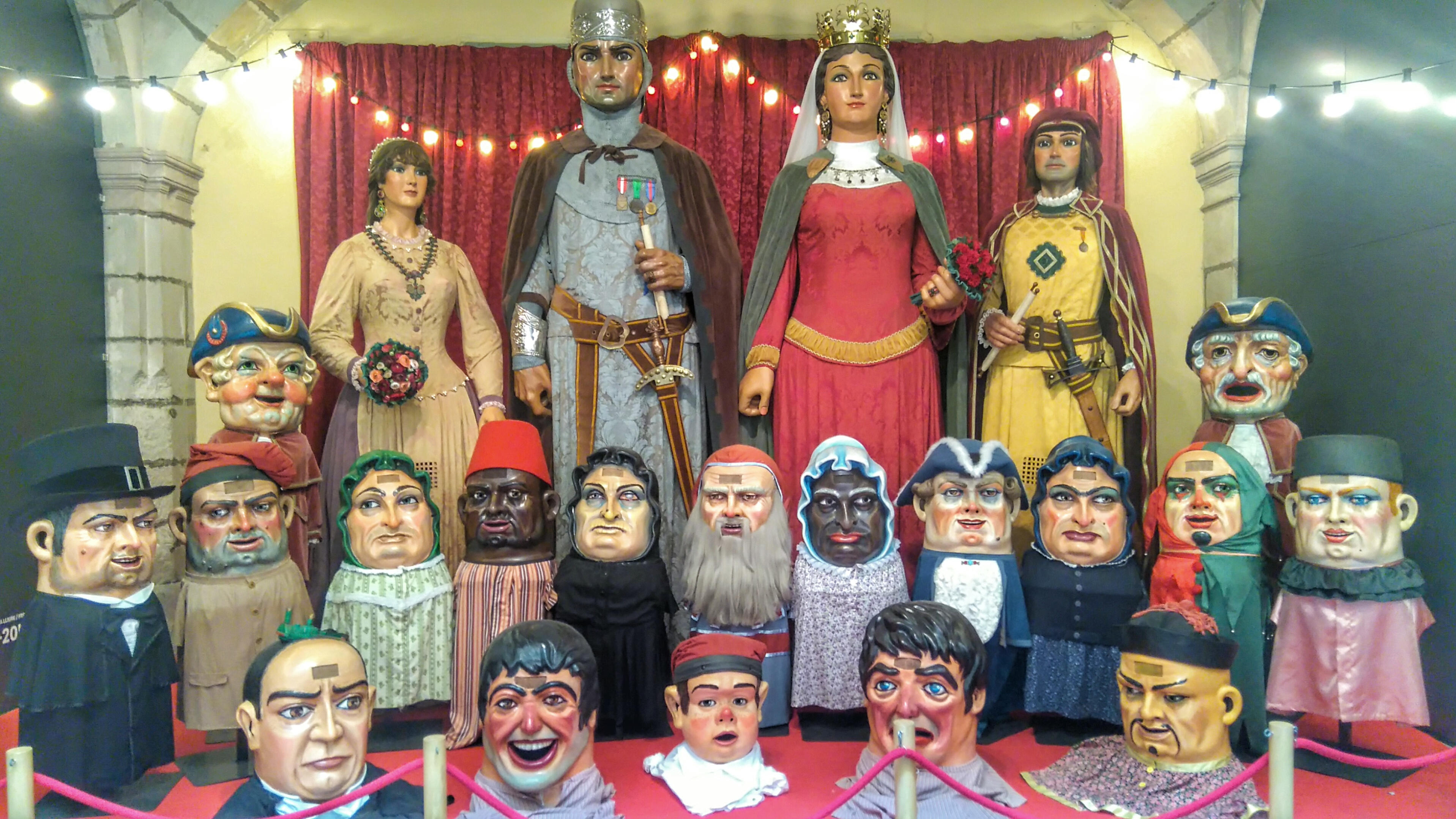
Els nans i la famíla Robafaves, els gegants, de Matarò.

### Al País Valencià
Alguns gegants de localitats del País Valencià:
- Benicarló - La població del Baix Maestrat, compta amb dos gegants, anomenats Tolo i Mar (Tolo, ve del patró de la ciutat Sant Bertomeu, i Mar, de la patrona Sta. Maria de la Mar) que representen dos reis cristians, seguint la simbologia cristiana. Van ser estrenats el 24 d'agost de 1991, juntament amb 12 cabuts (capgrossos o nanos a altres indrets de la nostra geografia) construïts per la, ja desapareguda, Casa d'Oficis Fallers de Benicarló. La roba fou confeccionada pel taller de confecció de la Universitat Popular de Benicarló. I els seus padrins foren els gegants del grup de teatre Xarxa Teatre, el Gran Pampolfigol i la Margallonera. També compten amb un gegantó de motxilla anomenat Gori (que el seu nom ve del co-patró de la ciutat, Sant Gregori) que representa un xiquet amb cara de trapella que va donant manotades allà on va, ve vestit com un nen d'escola, va ser estrenat l'any 1995 i construït per la colla amb l'ajuda de dos antics alumnes de la Casa d'Oficis Fallers, Daniel Ballester i Juan Manuel Beltran, tots dos, importants artistes fallers a la nostra ciutat. La colla de Gegants i Cabuts també compta amb dos cabuts arlequins, i tres cabuts dimonis, i recentment es van estrenar 8 cabuts donats per la Falla la Carrasca de la mateixa ciutat. El 2008 a la Colla de Gegants i Cabuts se'ls va afegir un nou membre, Pau, que representa un llaurador portat pel membre més jove de la colla i construït per José Luís Salvador i Maribel Verge. Dintre de la XIX Trobada de Gegants i Cabuts de Benicarló l'any 2009 Tolo i Mar van estrenar acompanyants, vinguts des del Puig de la Nao, Tossa i Puig, una parella d'ibers representaran, com Tolo i Mar, a Benicarló per allà on vagen. Tossa representa una dona del poblat iber de la Tossa, que duu a la mà el Kylix grec trobat al poblat iber del Puig de la Nao. Mentre que Puig representa un guerrer iber del Puig de la Nao que defenia el seu poblat, ja que eren pacífics.[cal citació]
- Castelló de la Ribera - Al sud de la Ribera Alta, a la provincia de valencia. Compten amb 4 gegants i un drac. Els gegants d'en Jaume I (5,2 metres 68kg) i na Violant d'Hongria (5 metres i 65 kg), que son una replica dels gegants de les Roques de València, i el Tio Canya (5 metres i 65 kg) i la tia Pepa (5 metres i 60 kg), que son rèpliques dels gegants de Xàtiva, ciutat que per altra banda esta molt lligada a la historia del poble de Castelló. L'any 2016 feren 20 anys des que aquests gegants feren la seua primera actuació. Tanmateix, a diferencia d'altres gegants aquests no sols ixen a Castelló de la Ribera, també ho han fet a molts pobles del País Valencià durant els seus 20 anys d'història.[25]
- Ontinyent - La població d'Ontinyent compta amb sis gegants, que representen la cultura cristiana (Rei i Reina Cristiana), la musulmana (Rei i Reina Mora, coneguts popularment com l'Agüelo i l'Agüela) i la jueva (Rei i Reina Jueva), i vuit cabets o capgrossos, que reprodueixen personatges dels dibuixos animats i del cinema americà dels anys 1930 i 1940 (foren construïts el 1946 i reconstruïts a partir dels originals el 1992). Tenen música i ball propis. La notícia més antiga de gegants a Ontinyent data de 1609: 72s 10d a Simeon Prats (fuster) “per adobar la tartuga, gigants e portar aquells, pintar los senyals y adreços per al misteri de Adam”. Les figures actuals de les dues primeres parelles són de 1992 (reconstruïts a partir de les de 1946) i les de l'última són una creació de 2006.[cal citació]
- Vila-real - Compta amb una antiga tradició gegantera, la seva parella de gegants sempre ha sigut "pasqualet" i "marigracieta" en honor dels patrons del poble Sant Pasqual i la Mare de Déu de Gràcia, han tingut diverses cares, uns efímers gegants fallers, més tard s'afegiren dos més, el Rei Jaumet i la reina Pinella, en honor del rei Jaume I fundador de Vila-real i un terme de Vila-real, sent així aquests quatre, després de dos anys sense sortir, el mestre Toni Mujal el 2013, va fer unes cèpies que foren més fàcils de fer ballar, reduint l'alçada de 4,1 metres a 3,6, reduint el pes de 50 a 37 kg, modernitzant-los i recuperant la tradició a Vila-real.[cal citació]Conjunt de gegants Maó, Menorca.

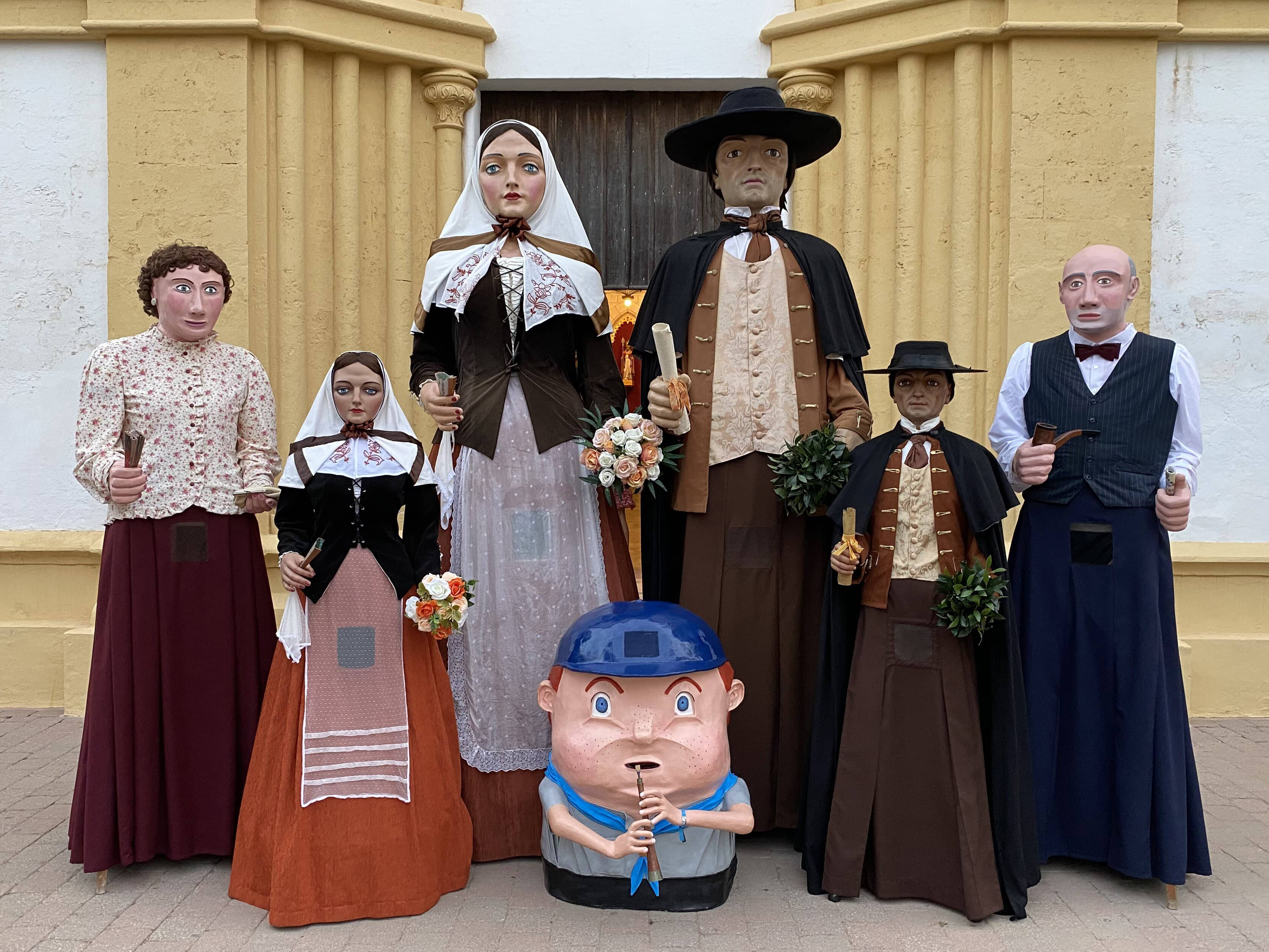
Conjunt de gegants Maó, Menorca.

- Vinaròs - La capital del Baix Maestrat, compta amb quatre gegants. La primera parella data de 1944 i representa a uns reis cristians. Tot i que no tenen nom, segons la tradició es tracta dels Reis Catòlics. La segona parella, incorporada l'any 2000, representa al Tio Gori i la Tia Caballera, dos personatges locals al·legòrics de les dues tradicions locals: els llauradors i els mariners.[cal citació]

### A altres territoris
Hi ha colles geganteres escampades arreu dels Països Catalans. Entre elles, els Gegants de Maó i la Gresca Gegantera d'Andorra la Vella.